# Терри, Найджел
Пи́тер На́йджел Те́рри (англ. Peter Nigel Terry, 15 августа 1945[…], Бристоль — 30 апреля 2015 или 30 августа 2015, Ньюки, Юго-Западная Англия) — британский актёр. Наиболее известен по роли короля Артура в фильме Джона Бурмена «Экскалибур» (1981) и троянского верховного жреца в фильме Вольфганга Петерсена «Троя» (2004). Терри прежде всего посвятил себя театру. В кино и на телевидении преимущественно исполнял роли исторических персонажей.

## Биография
Родился 15 августа 1945 года в Бристоле в семье пилота Королевских ВВС Фрэнка Альберта Терри, OBE, DFC, и его жены Дорин. Был первым ребёнком, родившимся в Бристоле после окончания Второй мировой войны. Вскоре семья переехала в Труро в графстве Корнуолл, где его отец работал в службе пробации. Учился в школе Труро, где проявил интерес к актёрскому мастерству и приобрёл навыки рисования.
Его родители поощряли увлечение сына сценой. После непродолжительной работы в лесном хозяйстве и на автозаправке вступил в Национальный молодёжный театр. В 1963 году поступил в Лондонскую школу сценической речи и драматического искусства, выступал на сцене и работал за кулисами. В 1966 году стал работать в Oxford Meadow Players, первоначально помощником режиссёра.
Прожив 30 лет в Лондоне вернулся в Корнуолл в 1993 году. 30 апреля 2015 года Терри умер в Ньюки в Корнуолле от эмфиземы лёгких. Не был женат и не имел детей.

## Фильмография
- Лев зимой (1968) — Джон (Иоанн Безземельный)
- Экскалибур (1981) — король Артур
- Сильвия (1985) — Аден Моррис
- Дежавю (1985) — Майкл / Грег
- Караваджо (1986) — Караваджо
- На Англию прощальный взгляд (1987) — рассказчик (голос)
- Военный реквием (1989) — Абрахам
- Эдуард II (1991) — Мортимер
- Христофор Колумб: Завоевание Америки (1992) — Ролдан
- Блю (1993) — рассказчик (голос)
- Горбун из Нотр-Дама (1997)  — король Людовик XI
- Вдали от безумной толпы (1998) — мистер Болдвуд
- Новое платье императора (2001) — Монтолон
- В поисках Джона Гиссинга (2001) — Алан Жардин
- Страх.com (2002) — Турнбулл
- Прогулка (2003) — мистер Силверстоун
- Чемоданы Тульса Люпера (2003) — Сезам Исав
- Троя (2004) — Архептолем
- Красный меркурий (2005) — Линдси
- Чёрная борода (2006) — Калико Билли
- Чингисхан: История жизни (2010) — Малвик (последняя роль)